# Duffort
Duffort település Franciaországban, Gers megyében. Lakosainak száma 131 fő (2022. január 1.). Duffort Fontrailles, Guizerix, Sadournin, Barcugnan, Cuélas és Sainte-Aurence-Cazaux községekkel határos.

## Népesség
A település népességének változása:
| Lakosok száma | 191  | 153  | 149  | 135  | 138  | 139  | 141  | 149  | 150  | 131  |
|               | 1968 | 1982 | 1990 | 2006 | 2013 | 2015 | 2017 | 2019 | 2020 | 2022 |